# Henri Guérin (football)
Pour les articles homonymes, voir Henri Guérin et Guérin.
Henri Guérin, né le 27 août 1921 à Montmirail et mort le 2 avril 1995 à Saint-Malo, est un joueur français de football, devenu entraîneur. Il fut entraîneur de l'équipe de France de 1962 à 1964, puis sélectionneur-entraîneur de 1964 à 1966.

## Biographie
Henri Guérin est un joueur compensant des qualités physiques et techniques moyennes par une grande intelligence de jeu[réf. nécessaire]. Il effectue l'essentiel de sa carrière de joueur au Stade Rennais, puis entame dans ce club une carrière d'entraîneur-joueur dès 1955.
Il devient l'entraîneur de l'AS Saint-Étienne en 1961-1962, mais il ne termine pas la saison malgré une belle campagne en Coupe. Les Verts remercient Guérin le 26 mars 1962 alors que le club est presque condamné à la relégation en D2 mais qualifié en demi-finale de la Coupe de France, épreuve que remportera finalement Saint-Étienne.
Trois mois après sa déconvenue stéphanoise, Henri Guérin est nommé entraîneur de l'équipe de France A le 17 juillet 1962. Durant les deux premières années, il doit laisser le rôle de sélectionneur à Georges Verriest. Il fait ses débuts sur le banc des Bleus le 3 octobre 1962 par un match face à l'Angleterre en seizièmes de finale du Championnat d'Europe. À Hillsborough (Sheffield), la France signe un bon match nul 1-1 ; elle assure sa qualification au tour suivant six mois plus tard en humiliant les Anglais au Parc des Princes : 5-2. Outre quelques bons résultats (2-2 en Allemagne en 1962, 0-0 en Espagne en 1963), la France élimine la Bulgarie en huitièmes de finale du championnat d'Europe 1964, mais cède en quarts de finale face à la Hongrie.
La qualification à la Coupe du monde 1966 est l'objectif suivant de Guérin, devenu sélectionneur-entraîneur unique de l'équipe de France. Il souhaite faire oublier l'échec du tour préliminaire du mondial 1962. Écartant la Norvège, le Luxembourg et la Yougoslavie, la France atteint son objectif de World Cup anglaise. Malgré une bonne préparation (3-3 à Moscou), la France ne parvient pas à s'extraire d'un groupe difficile comprenant l'Angleterre, le Mexique et l'Uruguay. Face aux Anglais lors du troisième match des Français, les Bleus terminent le match à neuf. Malgré l'échec, Guérin refuse de démissionner. Une campagne de presse (France football) et une révolte des joueurs poussent finalement à son éviction (3 septembre 1966). Il se voit attribuer d'autres fonctions et met en place un plan visant à la détection des jeunes, appelé par la suite "Opération Guérin".

## Carrière en tant que joueur
- 1943-1944 : É.F. Rennes-Bretagne
- 1944 : Drapeau de Fougères
- 1945 : TA Rennes
- 1945-1951 : Stade rennais
- 1951-1953 : Stade français
- 1953-1955 : AS Aix
- 1955-1961 : Stade rennais (entraîneur-joueur)

## Palmarès en tant que joueur
- Champion de France D2 : 1956 avec Rennes
- Vice-champion de France D2 : 1958 avec Rennes
- 3 sélections en équipe de France A de 1948 à 1949.

## Carrière d'entraîneur
- 1950-1955 : Équipe de France militaire[5]
- 1955-1961 : Stade rennais (entraîneur-joueur)
- 1959-1962 : Équipe de France B et Espoirs[5]
- 1961-1962 : AS Saint-Étienne
- 1962-1966 :  France

## Palmarès en tant qu'entraîneur
- Champion de France D2 : 1956 avec Rennes
- Vice-champion de France D2 : 1958 avec Rennes

## Décorations
- Chevalier de la Légion d'honneur (décret du 31 décembre 1992)[1]